# Evonik Industries
Evonik Industries AG es una empresa alemana de especialidades químicas que cotiza en bolsa y tiene su sede en Essen, Renania del Norte-Westfalia, Alemania. Es la segunda compañía química más grande de Alemania, y una de las mayores compañías de especialidades químicas del mundo. Su propiedad pertenece principalmente a la Fundación RAG y fue fundada el 12 de septiembre de 2007 como resultado de la reestructuración del grupo minero y tecnológico RAG.
Evonik Industries unió las áreas de negocios de productos químicos, energía y bienes raíces de RAG, mientras que las operaciones de minería siguen siendo llevadas a cabo por RAG. Desde entonces, se ha desinvertido en las áreas de negocios de energía e inmobiliaria, sin que se tenga ninguna participación en la primera y con una participación minoritaria en la segunda. Su negocio de productos químicos especializados genera alrededor del 80 % de las ventas en las áreas en las que ocupa posiciones de liderazgo en el mercado. Evonik Industries emplea a unas 37000 personas y realiza actividades en más de 100 países. Las actividades operativas están organizadas en seis unidades de negocio que forman parte del área de negocio de los productos químicos. Evonik es el principal patrocinador del club de fútbol alemán Borussia Dortmund.